# Thekla Jahn
Thekla Jahn ist eine TV- und Hörfunkjournalistin, Moderatorin und Dozentin für Hörfunkjournalismus an der Volkshochschule Düsseldorf und der Heinrich-Heine-Universität Düsseldorf. Ihre Themen sind Wissenschaft, Bildung, Kultur und Gesellschaftspolitik.

## Leben
Während des Studiums der Germanistik, Romanistik und Anglistik schrieb sie für die Wolfenbütteler Zeitung und war freie Mitarbeiterin für das Jazz Podium und den Feuilleton des Kölner Stadt-Anzeigers sowie beim Deutschlandfunk. Nach dem Studium folgte ein Volontariat beim NDR und ein Zeitvertrag beim Westdeutschen Rundfunk Köln als TV-Redakteurin (ARD-Morgenmagazin). Seit 1994 war sie freie Mitarbeiterin beim Hörfunk und Fernsehen in der ARD und beim Deutschlandfunk. Sie war in der Jury der Liederbestenliste.  Die Wissenschaftsmeldungen der Sendung Forschung aktuell moderierte sie im Wechsel mit Martin Winkelheide, Mirko Smiljanic, Lucian Haas, Tomma Schröder und weiteren. Seit 2019 ist sie festangestellte Redakteurin beim Deutschlandfunk und moderiert das Bildungsmagazin "Campus und Karriere".

## Werke (Auszug)
- Im Deutschlandfunk – „Wissenschaft im Brennpunkt“:
  - Überleben nach nur 24 Wochen – Erfolge in der Frühgeborenenmedizin vom 7. Mai 2000
  - Patient an der Nabelschnur – Über Therapien und Operationen im Mutterleib vom 6. Januar 2008
  - Tests in guter Hoffnung – Fluch und Segen der Pränataldiagnostik vom 15. März 2009
  - Leben auf Pump – Der lange Weg zum Künstlichen Herzen vom 10. April 2009
  - Vögelchen flieg' – Wie es Frühchen später geht vom 17. Januar 2010
  - Kein Yin ohne Yang – China zwischen Traditioneller Medizin und Schulmedizin vom 17. Mai 2012
  - Essen als Sucht – Unersättlich vom 26. Dezember 2014
- Im Deutschlandfunk – „Hintergrund“:
  - Geschichte aktuell: Die sexuelle Revolution aus der Retorte – Vor 50 Jahren: Die Markteinführung der ersten Antibabypille vom 18. August 2010
- Im Deutschlandfunk – "Campus und Karriere"
  - Künstliche Intelligenz und „Ethics Washing“„Wir haben keine seriösen Experten für angewandte Ethik der KI“ vom 11. Juni 2021
  - Berufliche Hochschule Hamburg - Eine neue Kombination aus Ausbildung und Studium vom 2. Juni 2021